# George Young (misjonarz)
George Young (ur. 8 września 1886 w Kolumbii Brytyjskiej, zm. 1 maja 1939) – kanadyjski działacz religijny, misjonarz największej grupy Badaczy Pisma Świętego, która w 1931 roku przyjęła nazwę Świadkowie Jehowy. Usługiwał jako pielgrzym w latach 1917–1921, później pełnił służbę misjonarską na wyspach Morza Karaibskiego, w krajach Ameryki Południowej, Hiszpanii, Portugalii i w Związku Radzieckim. W znacznej mierze przyczynił się do rozwoju działalności Świadków Jehowy na tych terenach.

## Życiorys

### Dzieciństwo i praca zawodowa
Był najmłodszym synem Johna i Margaret Youngów, szkockich prezbiterian. Urodził się wkrótce po przeprowadzce rodziny z Edynburga w Szkocji do zachodniokanadyjskiej prowincji Kolumbia Brytyjska. Miał trzech starszych braci – Alexandra, Johna i Malcolma (urodzonych w Szkocji) oraz młodszą o dwa lata siostrę Marion. Wychowywali się na farmie w miejscowości Saanich niedaleko miasta Victoria w Kolumbii Brytyjskiej.
Wspólnie z braćmi zainteresował się górnictwem oraz handlem drewnem. Byli oni poszukiwaczami, kupcami i sprzedawcami tarcicy, a George zajmował się transakcjami finansowymi.
Ponieważ interesował się sprawami duchowymi postanowił zostać kaznodzieją prezbiteriańskim. W tym czasie zetknął się z zamieszczanymi w gazetach kazaniami Charlesa Taze’a Russella, pierwszego prezesa Towarzystwa Biblijnego i Traktatowego – Strażnica. Z tego względu, w 1913 roku, postanowił wystąpić z Kościoła oraz napisał do władz kościelnych informujący o tym list.

### Działalność w Kanadzie
W 1917 roku George Young zaczął usługiwać w zborach Badaczy Pisma Świętego w charakterze pielgrzyma, jak nazywano wówczas podróżujących przedstawicieli Towarzystwa Strażnica. W miastach i miejscowościach Kanady wygłaszał wykłady jak na przykład „Do piekła i z powrotem” oraz przedstawiał „Fotodramę stworzenia”. Przemawiał w teatrach przy wypełnionych salach. Plan jego wizyt w zborach zamieszczano w „Strażnicy” do roku 1921.

### Wyjazd na tereny zagraniczne
We wrześniu 1921 roku gdy zakończył podróż kaznodziejską po Kanadzie – został skierowany przez Josepha F. Rutherforda, drugiego prezesa Towarzystwa Strażnica na wyspy Morza Karaibskiego. Rozpoczął wówczas prezentację „Fotodramy stworzenia” na Trynidadzie.
W 1923 roku otrzymał przydział do Brazylii. Przemawiał tam do rzesz Brazylijczyków, korzystając z pomocy wynajętego tłumacza. W „Strażnicy” z 15 grudnia 1923 roku podano, że zorganizował 21 takich zebrań publicznych. Zaproszenia na wykłady publikował w miejscowych gazetach. Przedstawiał wówczas wykład „Miliony obecnie żyjących nigdy nie umrą”. Zorganizował też w centrum Rio de Janeiro brazylijskie Biuro Oddziału, w którym od 1 października 1923 roku zaczęto wydawać „Strażnicę” w języku portugalskim. Podjął również starania by kilka publikacji Towarzystwa Strażnica przetłumaczono na język portugalski.
W kolejnych latach głosił w innych krajach Ameryki Południowej, m.in. w Argentynie, Peru, Boliwii, Chile, Kostaryce, Panamie i Wenezueli. Nabawił się wówczas malarii, co odbiło się na jego zdrowiu.

### Hiszpania i Portugalia
W marcu 1925 roku George Young popłynął do Europy, gdzie w Hiszpanii i w Portugalii rozpowszechniał traktaty biblijne oraz zorganizował J.F. Rutherfordowi serię przemówień. Jedno z przemówień miało miejsce 10 maja 1925 roku w teatrze Novedades w Barcelonie, gdzie Rutherford, korzystając z pomocy tłumacza wygłosił wykład do ponad 2000 osób. W Madrycie na podobnym spotkaniu obecnych było 1200 osób. Przyczyniło się to do powstania hiszpańskiego Biura Oddziału, które otwarto pod kierownictwem George’a Younga.
13 maja 1925 roku Rutherford wygłosił przemówienie „Jak żyć wiecznie na ziemi”, w sali gimnastycznej Liceum imienia Luisa de Camõesa w stolicy Portugalii, Lizbonie do 2000 słuchaczy, a drugie tyle pozostało na zewnątrz. Po tej serii wykładów George Young, w Hiszpanii i w Portugalii, pokazywał „Fotodramę stworzenia”. Podejmował też starania by w obu krajach drukowano i rozpowszechniano literaturę biblijną. „Strażnica” w języku portugalskim w Portugalii zaczęła się ukazywać we wrześniu 1925 roku, w Hiszpanii również w roku 1925 W roku 1927 informował, że dzięki tym staraniom publikacje biblijne dotarły do każdego dużego i małego miasta w Hiszpanii.

### Związek Radziecki
Następnie George Young został skierowany do Związku Radzieckiego. Przybył tam 28 sierpnia 1928 roku. Otrzymał wizę ważną do 4 października 1928 roku. Podjął naukę języka rosyjskiego, korzystał również z usług tłumacza, który był Żydem, wierzącym jednak w Chrystusa i natchnienie Biblii. Nawiązał kontakt z grupą Badaczy Pisma Świętego w Charkowie. Zorganizował dla nich niewielkie, trzydniowe zgromadzenie.
W Moskwie uzyskał zezwolenie na druk i rozpowszechnienie 15 000 egzemplarzy broszur „Wolność dla ludzi” oraz „Gdzie są umarli?”

### Powrót do Ameryki
Po powrocie z Rosji otrzymał przydział do Stanów Zjednoczonych, gdzie usługiwał jako pielgrzym. 26 lipca 1931 roku wraz z Clarą Hubbert, mieszkającą na wyspie Manitoulin Island w prowincji Ontario, z którą od lat korespondował, byli obecni na zgromadzeniu w Columbus w stanie Ohio, gdy największa grupa Badaczy Pisma Świętego przyjęła nazwę Świadkowie Jehowy. Tydzień później George Young wziął ślub z Clarą Hubbert.
Wkrótce ponownie wyruszył w podróż misjonarską na wyspy Morza Karaibskiego. Pomagał tam organizować zebrania i szkolił innych w działalności głoszenia. Z podróży misjonarskiej wysyłał rodzinie kartki pocztowe m.in. z Surinamu, Saint Kitts i innych krajów. W czerwcu 1932 roku wywiązał się z powierzonego mu zadania w basenie Morza Karaibskiego i podróżując statkiem powrócił do Kanady. Na przełomie lat 1932–1933 wraz z dużą grupą pionierów prowadził działalność kaznodziejską w okolicach Ottawy.

### Życie rodzinne i śmierć
Miał dwoje dzieci: syna Davida (1934) i córkę Ruth (1938). W styczniu 1939 roku zdiagnozowano u G. Younga złośliwego guza mózgu. Zmarł 1 maja 1939 roku.